# Фіхтенау
Фіхтенау (нім. Fichtenau) — громада в Німеччині, знаходиться в землі Баден-Вюртемберг. Підпорядковується адміністративному округу Штутгарт. Входить до складу району Швебіш-Галль.
Площа — 31,28 км2. Населення становить 4560 ос. (станом на 31 грудня 2020).